# ألكسندر ماكنزي فريزر
ألكسندر ماكنزي فريزر (بالإنجليزية: Alexander Mackenzie Fraser)‏ ـ (1758 - 13 سبتمبر 1809)، جنرال بريطاني كان لقبه «ماكنزي» حتى أضيف إليه لقب «فريزر» عام 1803 وهو قائد حملة فريزر على مصر بعد جلاء حملة نابوليون الفرنسية.

## حياته
ولد في أبردينشاير في اسكتلندا، وتلقى تعليمه في جامعة أبردين، ثم التحق بالجيش البريطاني عام 1778، فخدم في فوج المشاة الثالث والسبعين.

## تاريخه العسكري
ظهرت تميزه في حصار جبل طارق العظيم. ثم شارك في حرب الاستقلال الأمريكية، وجرح فيها، ثم شارك في الحملة البريطانية في فلاندرز (1774-1775)، حيث شارك تحت لواء دوق يورك. وشارك أيضًا في حملة رأس الرجاء الصالح عام 1796، وخدم في الهند بين عامي 1796 و1800. ثم عُين بهيئة الأركان الرئيسية بين عامي 1803 و1805، وقاد بشكل مؤقت كتائب المشاة (هانوفر) في فيلق الملك الألماني عام 1805. وفي عام 1806 شارك في الغزو الأنجلو-روسي لنابولي تحت إمرة الجنرال هنري جيمس كريغ، أثناء خدمته في صقلية.

## حملة فريزر على مصر
وفي عام 1807، تولى قيادة الحملة على مصر، والتي وصلت مصر في 16 مارس 1807 مع 6,000 جندي بريطاني. احتل فريزر الإسكندرية لإتخاذ الميناء كقاعدة للعمليات في البحر المتوسط لمنع الفرنسيين من استغلالها استراتيجيًا. فشلت محاولته مواصلة الزحف بعد تعرض قواته لخسائر كبيرة في كمين أعدته المقاومة المحلية في رشيد والحماد في 29 مارس و 21 أبريل. مما أجبره على الاتفاق مع محمد علي باشا على مغادرة القوات البريطانية في 19 سبتمبر 1807.

## تاريخه بعد حملة مصر
بعد حملة مصر، تولى قيادة فرقة المشاة الأولى، التي كان مقررًا إرسالها لمساعدة السويد خلال الحرب الروسية-السويدية عام 1808. وخلال حرب شبه الجزيرة، تولى فريزر قيادة فرقة المشاة الثالثة في البرتغال وإسبانيا خلال عامي 1808-1809، وشارك في معركة كورونا. ثم تولى قيادة فرقة أخرى خلال حملة فالشيرين عام 1809، إلا أنه توفي من جراء مرض أصابه هناك، أُطلق عليه آنذاك «حمى فالشيرين» (بالإنجليزية: Walcheren Fever)‏ وهو مزيج من الملاريا والتيفوس.